# 柯西-比内公式
线性代数中，柯西-比内公式（Cauchy–Binet formula）将行列式的可乘性（两个方块矩阵的行列式等于两个行列式的乘积）推广到非方块矩阵。
假设 A 是一个 m×n 矩阵，而 B 是一个 n×m 矩阵。如果 S 是 { 1, ..., n } 中具有 m 个元素的子集，我们记 AS 为 A 中列指标位于 S 中的 m×m 子矩阵。类似地，记 BS 为 B 中行指标位于 S 中的 m× m 子矩阵。柯西-比内公式说
{\displaystyle \det(AB)=\sum _{S}\det(A_{S})\det(B_{S})\,}
这里求遍 { 1, ..., n } 中 m 个元素的所有可能子集 S（共有 C(n,m) 个）。
如果 m = n，即 A 与 B 是同样大小的方块矩阵，则只有一个容许集合 S，柯西-比内公式退化为通常行列式的可乘性。如果 m = 1 则有 n 容许集合 S，这个公式退化为点积。如果 m > n，没有容许集合 S，行列式 det(AB) 是零（参见空和（empty sum））。
这个公式对矩阵元素取值于任何交换环都成立。证明可将 AB 的列写成系数来自 B 的 A 的列的线性组合，利用行列式的可乘性，将属于一个 det(AS) 的项收集起来，并利用行列式的反对称性。利用行列式的莱布尼兹公式，得出 det(AS) 的系数是 det(BS)。这个证明没有利用行列式的可乘性，相反这个证明建立了它。
如果 A 是一个实 m×n 矩阵，则 det(A AT) 等于由 A 中行向量在 Rn 中张成的平行多面体 m-维体积的平方。柯西-比内公式说这等于该平行多面体在所有 m-维坐标平面（共有 C(n,m) 个）的正交投影的平行多面体的 m-维体积的平方之总和。m=1 的情形是关于一条线段的长度，这恰是毕达哥拉斯定理。
柯西-比内公式可直接推广到两个矩阵乘积的子式的一个一般公式。该公式在子式一文给出。
例
如果 {\displaystyle A={\begin{bmatrix}1&1&2\\3&1&-1\\\end{bmatrix}}} 与 {\displaystyle B={\begin{bmatrix}1&1\\3&1\\0&2\end{bmatrix}}} 则柯西-比内公式给出行列式：
{\displaystyle \det(AB)=\left|{\begin{matrix}1&1\\3&1\end{matrix}}\right|\cdot \left|{\begin{matrix}1&1\\3&1\end{matrix}}\right|+\left|{\begin{matrix}1&2\\1&-1\end{matrix}}\right|\cdot \left|{\begin{matrix}3&1\\0&2\end{matrix}}\right|+\left|{\begin{matrix}1&2\\3&-1\end{matrix}}\right|\cdot \left|{\begin{matrix}1&1\\0&2\end{matrix}}\right|=-28.}